# Gymnastiek op de Olympische Zomerspelen 2020 – Vloer mannen
De vloer voor de mannen op de Olympische Zomerspelen 2020 in Tokio vond plaats op 24 juli (kwalificatie) en op 1 augustus 2021 (finale). Artem Dolgopyat won met 14.933 de Olympische medaille het zilver was voor de Spaanse turner Rayderley Zapata, De Chinees Xiao Ruoteng behaalde de bronzen medaille. 

## Format
Alle deelnemende turnsters moesten een kwalificatie-oefening turnen. De beste acht deelnemers gingen door naar de finale. Echter mochten er maximaal twee deelnemers per land in de finale komen. De scores van de kwalificatie werden bij de finale gewist, en alleen de scores die in de finale gehaald werden, telden.

## Uitslag
- D-score; de moeilijkheidsgraad van de oefening
- E-score; de uitvoeringsscore van de oefening
- Straf; straffen die zijn gegeven door de jury
- Totaal; D-score + E-score - straf geeft de totaalscore

### Kwalificatie
| Rang | Gymnast          | Gymnast | D-score | E-score | Straf | Totaal |    |
| ---- | ---------------- | ------- | ------- | ------- | ----- | ------ | -- |
| 1    | Artem Dolgopyat  | ISR     | 6.6     | 8.600   |       | 15.200 | Q  |
| 2    | Nikita Nagorny   | ROC     | 6.2     | 8.866   |       | 15.066 | Q  |
| 3    | Ryu Sung-hyun    | KOR     | 6.9     | 8.166   |       | 15.066 | Q  |
| 4    | Rayderley Zapata | ESP     | 6.5     | 8.541   |       | 15.041 | Q  |
| 5    | Kim Han-sol      | KOR     | 6.5     | 8.400   |       | 14.900 | Q  |
| 6    | Yul Moldauer     | USA     | 5.8     | 9.066   |       | 14.866 | Q  |
| 7    | Xiao Ruoteng     | CHN     | 6.2     | 8.666   |       | 14.866 | Q  |
| 8    | Milad Karimi     | KAZ     | 6.4     | 8.366   |       | 14.766 | Q  |
| 9    | Shane Wiskus     | USA     | 6.0     | 8.733   |       | 14.733 | R1 |
| 10   | Daiki Hashimoto  | JPN     | 6.2     | 8.600   | 0.100 | 14.700 | R2 |
| 11   | Takeru Kitazono  | JPN     | 6.2     | 8.466   |       | 14.666 | R3 |

Reserve
- Shane Wiskus  USA
- Daiki Hashimoto  JPN
- Takeru Kitazono  JPN

### Finale
| Rang   | Gymnast          | Gymnast | D-score | E-score | Straf | Totaal |
| ------ | ---------------- | ------- | ------- | ------- | ----- | ------ |
| Goud   | Artem Dolgopyat  | ISR     | 6.6     | 8.433   | 0.100 | 14.933 |
| Zilver | Rayderley Zapata | ESP     | 6.5     | 8.433   |       | 14.933 |
| Brons  | Xiao Ruoteng     | CHN     | 6.2     | 8.566   |       | 14.766 |
| 4      | Ryu Sung-hyun    | KOR     | 7.0     | 7.533   | 0.300 | 14.233 |
| 5      | Milad Karimi     | KAZ     | 6.4     | 8.033   | 0.300 | 14.133 |
| 6      | Yul Moldauer     | USA     | 5.4     | 8.133   |       | 13.533 |
| 7      | Nikita Nagorny   | ROC     | 6.4     | 6.966   | 0.300 | 13.066 |
| 8      | Kim Han-sol      | KOR     | 6.3     | 6.766   |       | 13.066 |

1932: István Pelle ·
1936: Georges Miez ·
1948: Ferenc Pataki ·
1952: William Thoresson ·
1956: Valentin Moeratov ·
1960: Nobuyuki Aihara ·
1964: Franco Menichelli ·
1968: Sawao Kato ·
1972: Nikolaj Andrianov ·
1976: Nikolaj Andrianov ·
1980: Roland Brückner ·
1984: Li Ning ·
1988: Sergei Charkow ·
1992: Li Xiaoshuang ·
1996: Ioannis Melissanidis ·
2000: Igors Vihrovs ·
2004: Kyle Shewfelt ·
2008: Zou Kai · 
2012: Zou Kai · 
2016: Max Whitlock · 
2020: Artem Dolgopyat · 
2024: Carlos Yulo